# Palazzo Zen ai Gesuiti

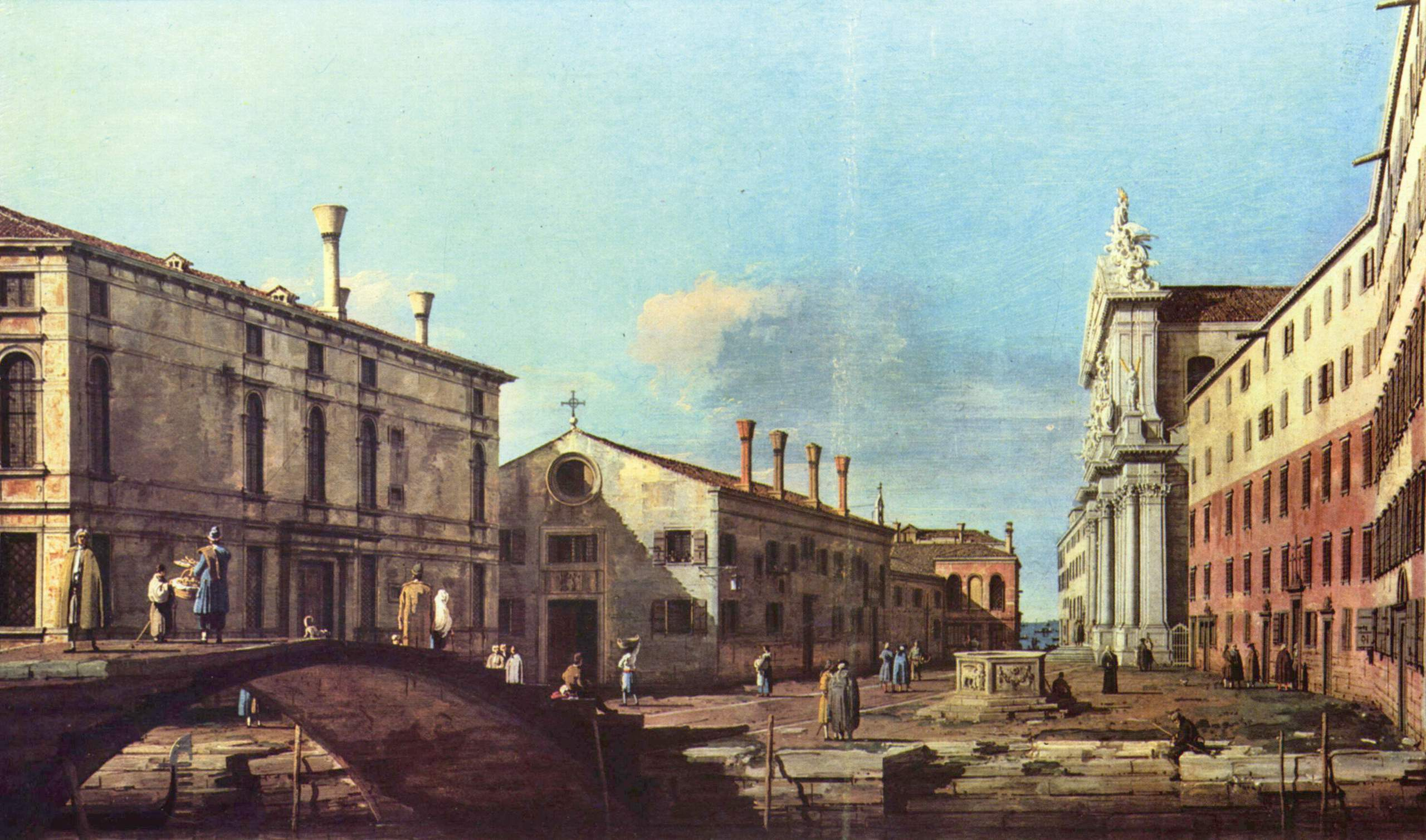
Der Platz und die Kirche dei Gesuiti in einem Gemälde von Canaletto. Auf der linken Seiten die Seitenfassade des Palazzo Zen ai Gesuiti, in der Mitte der Gebetsraum der Crociferi und rechts die Kirche des ehemaligen Jesuitenklosters

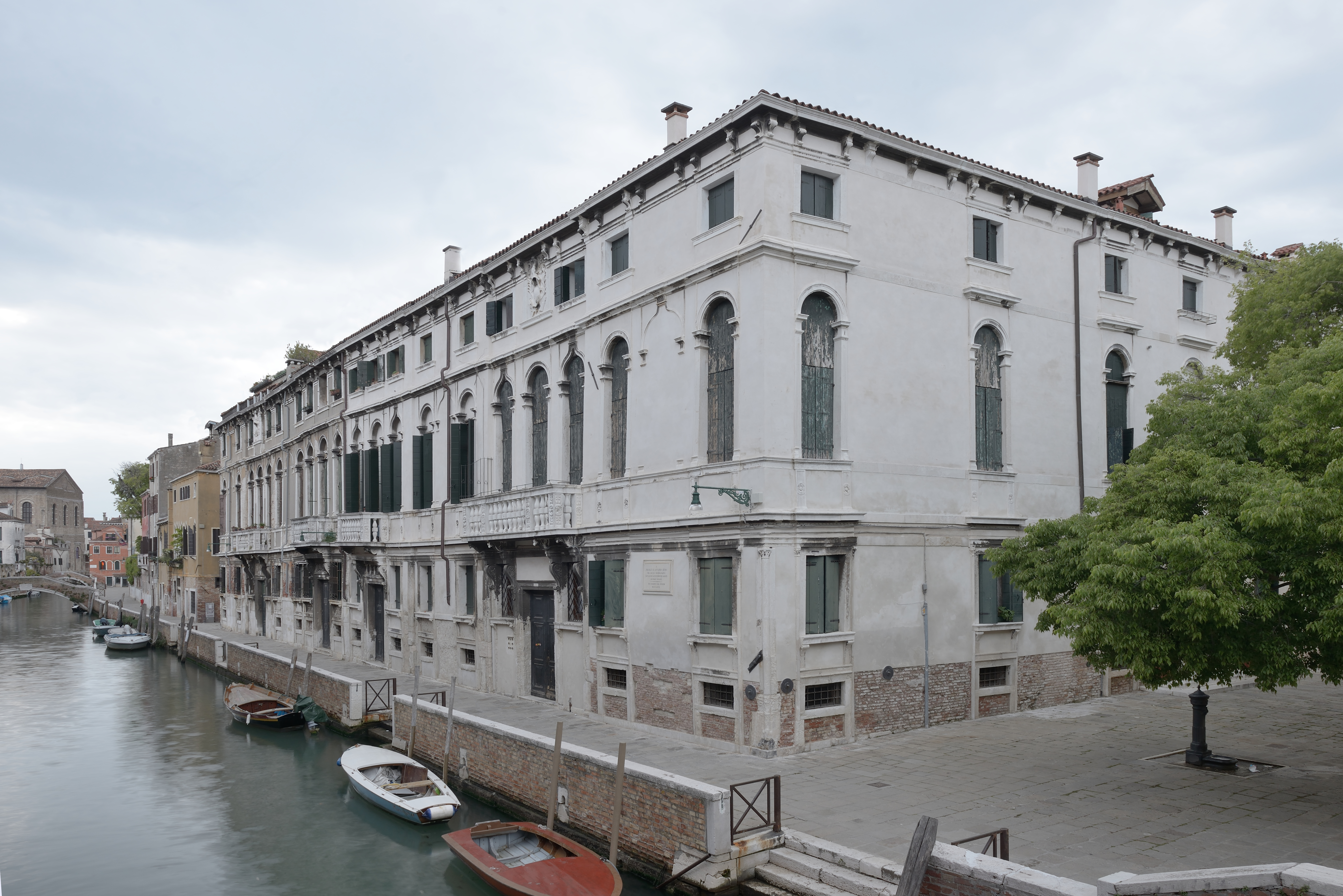
Hauptfassade zum Rio di Santa Caterina und Seitenfassade zum Campo dei Gesuiti

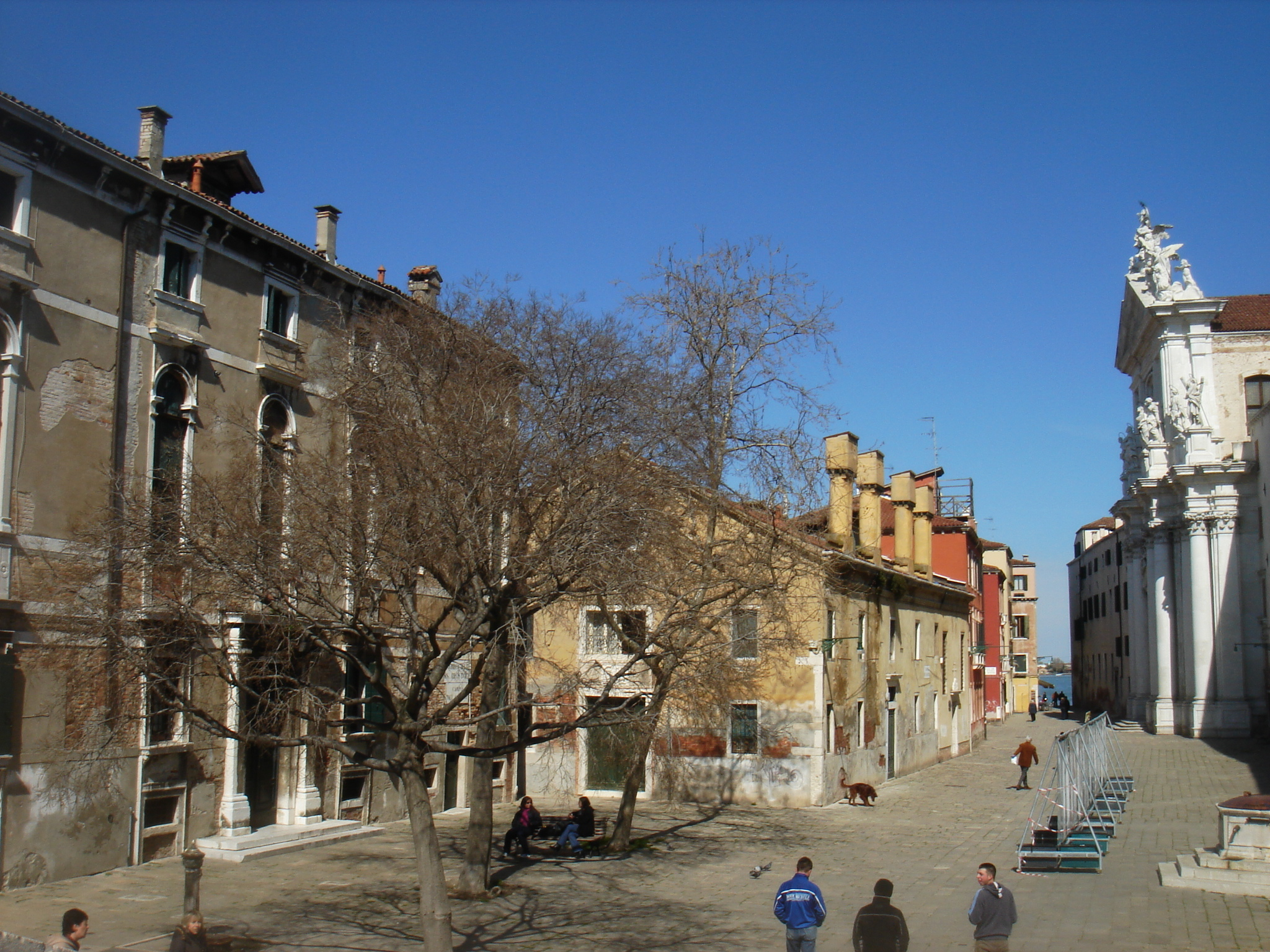
Campo dei Gesuiti mit Palazzo Zen ai Gesuiti auf der linken Seite

Palazzo Zen ai Gesuiti ist ein Palast in Venedig in der italienischen Region Venetien. Er liegt im Sestiere Cannaregio mit Blick auf den Rio di Santa Caterina. Die Seitenfassade zeigt zum Campo dei Gesuiti.

## Geschichte
Der Palast aus dem 16. Jahrhundert war die Residenz der Familie Zen (italienisch: Zeno).

## Beschreibung
Der Bau des Palastes kann nicht sicher einem bestimmten Architekten zugeordnet werden. Eine gewisse Rolle mag der Auftraggeber Francesco Zen gespielt haben, der mit Sicherheit ein eigenes Projekt ausarbeitete. Höchstwahrscheinlich ebenso wichtig war die Beauftragung von Sebastiano Serlio, einem Freund des venezianischen Adligen, der von 1528 bis 1541 in der Lagunenstadt wohnte, wo er die ersten Bände seines architektonischen Traktats (Buch IV und Buch III) veröffentlichte. Es wird darauf hingewiesen, wie Serlio im Vorwort zu Buch IV die architektonische Kultur von Francesco Zen lobte, der den Orient bereist hatte, sich für die Überreste klassischer Gebäude interessierte und ein besonderes Interesse an der Architektur hatte.
Der Wille des Auftraggebers war, mit einem einzigartigen, architektonischen Projekt die vorhergehenden Gebäude der Familie an der Fondamenta Santa Caterina zu verändern; er wollte ein einziges, monumentales Gebäude schaffen, das in geeigneter Art und Weise die Macht der Familie repräsentierte. Das Projekt wurde später im Zuge der Ausführung wegen des vorzeitigen Todes von Zen teilweise verändert und von den drei Erben 1537 zu Ende gebracht, die es an ihre Bedürfnisse anpassten, indem sie das Anwesen im Inneren in drei Abschnitte aufteilten.
Die Fassade zum Kanal, die nach dem Willen des Entwerfers die Säulenstruktur des ersten venezianischen Gebäudes in Erinnerung rufen sollte, bezieht ihren Charakter aus einer dichten Folge von Fensteröffnungen mit Bögen darüber, entweder im Renaissancestil oder in einem seltsam altertümlichen Kielbogenhybridstil, der in einem primitiven Sinne als gotisch zu bezeichnen ist, aber, je mehr die Arbeiten voranschritten und der Geschmack sich veränderte, entwickelte er sich so (Einige davon sind blind, weil sie als Schornsteine dienen). Vier massive Balkone mit üppigen Friesen im Stile Pietro Lombardos wurden über den Eingängen angebracht, die die Fassade zieren. Eine Steintafel erinnert an die beiden großen Navigatoren, die der Familie angehörten und hier wohnten.
An dem Gebäude waren einst die beiden Seitenfassaden (mit nur wenigen Fenstern) vollständig mit Fresken bedeckt, die Szenen über die Rolle der Familie in der venezianischen Geschichte und Politik zeigten und insbesondere die Taten des Admirals Carlo Zen. Einige Spuren der Fresken sieht man noch an der Fassade zum Campiello San Antonio und in einem Innenhof.
Einige Fetzen der Fresken, vorwiegend in warmen Farben, bemerkt man in Höhe des Hauptgeschosses neben den Fenstern, manifestiert durch ein sechseckiges Muster. Auf der Piazzetta ist nur noch ein Bildstock aus dem 16. Jahrhundert sichtbar, vermutlich zeitgenössisch zum Palast. An der Dachtraufe entlang zeigt eine Reihe von dekorativen Figuren im Halbrelief, teilweise in klassischer Renaissance-Ikonografie (Groteske), teilweise in orientalischer Ikonografie (Palmen und Kamele), die engen wirtschaftlichen und diplomatischen Beziehungen zwischen den Venezianern und dem orientalischen Mittelmeerraum.
Im Inneren, das aus Privatwohnungen besteht und nicht besichtigt werden kann, sind große Repräsentationsräume, zum größten Teil aus dem 18. Jahrhundert, reich an Stuck und Malereien bekannter Künstler erhalten, ebenso wie drei Innenhöfe, die den drei früheren Anwesen entsprechen, etliche Regenwasserbrunnen und vielleicht früher Zugang zur Falda Dolce, die die Insel zierte, ein Türmchen zur Ankündigung der Schiffe, die in den Hafen zurückkehrten, und eine schmucke Kapelle mit Kuppel. Ein Luftkanal verbindet das Hauptgebäude mit einigen weniger monumentalen Gebäuden und zum nahegelegenen Hospiz, das einst die Zens mit einem Vermächtnis gegründet hatten. Er diente auch der Familie zum Besuch der Messen im kleinen Gebetsraum der Crociferi anschließend an das Hospiz (zu besichtigen), verziert mit Werken von Palma dem Jüngeren. Eine Aufstockung aus dem 18. Jahrhundert in einem Teil des Gebäudes veränderte das lineare Profil und belastete das Mauerwerk, sodass ein Teil des Fundamentes zusammengebrochen ist.
Weitere schöne Häuser der Zens finden sich auf der anderen Seite des Kanals, größtenteils konzentriert in der Salizada Seriman. Leider wurde kürzlich ein schöner gotischer Innenhof zerstört und die Häuser mussten einer modernen Wohnanlage Platz machen, auf dessen Fassade das Familienwappen der Zens angebracht wurde, das den großen Bogen des Zugangs zum Kanal zierte.